# Jerry Paris
Pour les articles homonymes, voir Paris (homonymie).
Jerry Paris est un acteur, réalisateur et producteur américain né le 25 juillet 1925 à San Francisco, Californie (États-Unis), mort le 31 mars 1986 à Los Angeles (Californie).

## Filmographie

### Acteur

#### Cinéma
- 1949 : Une femme joue son bonheur (The Lady Gambles), de Michael Gordon : Horse Player
- 1949 : Sword in the Desert : Levitan
- 1949 : Bastogne (Battleground) : German Sergeant
- 1949 : Tête folle (My foolish Heart), de Mark Robson : Usher at Football Game
- 1950 : L'Araignée (Woman in Hiding) : un client
- 1950 : Mort à l'arrivée (D.O.A.) : Bellhop
- 1950 : The Reformer and the Redhead : Radio Station Call Boy
- 1950 : Outrage : Frank Marini
- 1950 : Cyrano de Bergerac : Cadet
- 1950 : L'Engin fantastique (The Flying Missile) : Crewman Andy Mason
- 1950 : La Femme sans loi (Frenchie) : Perry, Bank Teller
- 1951 : Aventure à Tokyo (Call Me Mister) : Air Force Pilot in Skit
- 1951 : Her First Romance : Camp Counsellor
- 1951 : La Nouvelle Aurore (Bright Victory) de Mark Robson : Reynolds, the Medic
- 1951 : Duel sous la mer (Submarine Command) : Sgt. Gentry
- 1952 : Bonzo Goes to College (en) : Lefty Edwards
- 1952 : Chérie, je me sens rajeunir (Monkey Business) : Scientist
- 1953 : The Glass Wall : Tom
- 1953 : Sabre Jet (en) de Louis King : Capt. Bert Flanagan
- 1953 : Vol sur Tanger (Flight to Tangier) : Policeman in Car
- 1953 : L'Équipée sauvage (The Wild One) : Dextro
- 1954 : Le destin est au tournant (Drive a Crooked Road) : Phil
- 1954 : Prisonnier de guerre (en) (Prisoner of War) : Axel Horstrom
- 1954 : Ouragan sur le Caine (The Caine Mutiny) d'Edward Dmytryk : Ens. Barney Harding
- 1954 : About Mrs. Leslie : Mr. Harkness
- 1955 : Prisons sans chaînes (Unchained) : Joe Ravens
- 1955 : Marty : Tommy
- 1955 : Pour que vivent les hommes (Not as a Stranger) : Thompson
- 1955 : The Naked Street : Latzi Franks
- 1955 : Le Train du dernier retour (The View from Pompey's Head) de Philip Dunne : Ian Garrick
- 1955 : Bonjour Miss Dove : Maurice
- 1955 : Hell's Horizon : Cpl. Pete Kinshaw
- 1956 : Ne dites jamais adieu (Never Say Goodbye) : Joe
- 1956 : Au sixième jour (D-Day the Sixth of June) : Raymond Boyce
- 1956 : I've Lived Before (it) de Richard Bartlett (en) : Russell Smith, Copilot
- 1957 : À l'heure zéro (Zero hour!), de Hall Bartlett : Tony Decker
- 1957 : Man on the Prowl : Woody
- 1958 : The Female Animal : Hank Galvez (not Lopez)
- 1958 : Madame et son pilote (The Lady Takes a Flyer) : Willie Ridgely
- 1958 : Sing Boy Sing : Arnold Fisher
- 1958 : Les Nus et les Morts (The Naked and the Dead) : Goldstein
- 1959 : Une balle signée X (No Name on the Bullet) : Deputy Sheriff Harold Miller
- 1959 : En lettres de feu (Career) : Allan Burke
- 1961 : The Great Impostor : Defense Lieutenant
- 1963 : La Cage aux femmes (The Caretakers) : Passerby Lorna Bumps on Street
- 1967 : Te casse pas la tête, Jerry (Don't Raise the Bridge, Lower the River) : Umpire in pre-credits sequence
- 1968 : Frissons garantis : Police Photographer
- 1980 : Leo and Loree

#### Télévision
- 1955 : Those Whiting Girls (série) : Artie (1957)
- 1958 : Steve Canyon (série) : Maj. 'Willie' Williston (1959-1960)
- 1959 : Les Incorruptibles (série), Le Meurtre de Jake Lingle
- 1960 : Michael Shayne (série) : Tim Rourke
- 1970 : But I Don't Want to Get Married! : Harry
- 1972 : Evil Roy Slade : Souvenir Salesman
- 1972 : Every Man Needs One : Marty Ranier

### Réalisateur

#### Cinéma
- 1967 : Te casse pas la tête Jerry (Don't Raise the Bridge, Lower the River)
- 1968 : Frissons garantis
- 1968 : Adorablement vôtre (How Sweet It Is!)
- 1969 : Viva Max!
- 1970 :  L'Amoureuse (en) (The Grasshopper)
- 1971 : Star Spangled Girl
- 1980 : Leo and Loree
- 1985 : Police Academy 2 (Police Academy 2: Their First Assignment)
- 1986 : Police Academy 3 (Police Academy 3: Back in Training)

#### Télévision
- 1961 : The Joey Bishop Show (série)
- 1963 : The Farmer's Daughter (série)
- 1964 : Les Monstres (The Munsters) (série)
- 1967 : Sheriff Who
- 1968 : Here's Lucy (série)
- 1970 : Un shérif à New York (McCloud) (série)
- 1970 : Barefoot in the Park (en) (série)
- 1970 : But I Don't Want to Get Married!
- 1971 : The Feminist and the Fuzz
- 1971 : Cat Ballou
- 1971 : The New Dick Van Dyke Show (série)
- 1971 : Two on a Bench
- 1971 : What's a Nice Girl Like You...?
- 1972 : Call Her Mom
- 1972 : Evil Roy Slade
- 1972 : Keeping Up with the Joneses
- 1972 : Wednesday Night Out
- 1972 : The Couple Takes a Wife
- 1972 : Every Man Needs One
- 1973 : Thicker than Water (série)
- 1974 : Only with Married Men
- 1975 : The Fireman's Ball
- 1975 : When Things Were Rotten (série)
- 1976 : Good Heavens (en) (série)
- 1976 : How to Break Up a Happy Divorce (en)
- 1977 : Blansky's Beauties (en) (série)
- 1980 : Make Me an Offer

### Producteur

#### Cinéma
- 1963 : La Cage aux femmes (The Caretakers)

#### Télévision
- 1970 : But I Don't Want to Get Married!
- 1972 : Every Man Needs One
- 1974 : Ernie, Madge and Artie